# Svarttjärnen (Piteå socken, Norrbotten, 725912-170355)
Svarttjärnen är en sjö i Piteå kommun i Norrbotten och ingår i Byskeälvens huvudavrinningsområde. Svarttjärnen ligger i Byskeälven Natura 2000-område.